# 논십대관계
논십대관계(중국어 간체자: 论十大关系, 정체자: 論十大關係)는 마오쩌둥이 1956년 4월 25일에 열린 중국공산당 중앙정치국 확대 회의 연설에서 언급한 이론으로, 중화인민공화국 정권 수립 이후의 국가 건설 정책에 관한 이념과 구상을 담고 있다.
논십대관계에서 언급된 10가지 이론은 다음과 같다.
- 중공업과 경공업, 농업과의 관계
- 연해 공업과 내륙 공업과의 관계
- 경제 건설과 국방 건설과의 관계
- 국가 생산 단위와 생산자 개인과의 관계
- 중앙 정부와 지방 정부와의 관계
- 한족과 소수 민족과의 관계
- 당과 비당과의 관계
- 혁명과 반혁명과의 관계
- 시비 관계
- 중국과 외국과의 관계

## 같이 보기
- 실천론
- 모순론
- 신민주주의 (마오쩌둥 사상)